# Pafsanias-Vulkan
Der Pafsanias-Vulkan, auch Paphsanias-Vulkan oder Pausanias-Vulkan (griechisch Ηφαίστειο Παυσανίας Iféstio Pafsanías), ist ein Submariner Vulkan in Griechenland. Er liegt 1,5 km nordwestlich der Halbinsel Methana im Golf von Epidaurus und gehört zur Methana-Gruppe am westlichen Ende des Vulkanischen Bogens der südlichen Ägäis. Nördlich des Vulkans liegt die Insel Kyra und östlich die Insel Angistri.
1987 wurde der unterseeische Vulkan entdeckt und wurde 1990 nach dem antiken Geografen Pausanias benannt, der den Vulkanausbruch des etwa 2 km südöstlich gelegenen Kameno Vouno beschrieb. Der Pafsanias erhebt sich vom 400 m tiefen Meeresboden mit einer Höhe von 257 m, so dass die höchste Spitze des Kraterrands 143 m unter der Wasseroberfläche liegt. Der Krater liegt etwa 300 m unter dem Meer. An der Basis hat der Vulkan einen Durchmesser von etwa 2 bis 3 km. Um 1700 war der letzte Ausbruch des Pafsanias. Es gibt jedoch keine Überlieferung des Ausbruchs und dem dadurch ausgelösten Tsunami. Man vermutet, dass zu dieser Zeit die umliegenden Küsten nur dünn besiedelt waren und deshalb keine Dokumentation der Katastrophe vorliegen.